# Aurila prasina
Aurila prasina is een mosselkreeftjessoort uit de familie van de Hemicytheridae. De wetenschappelijke naam van de soort is voor het eerst geldig gepubliceerd in 1971 door Barbieto-Gonzalez.